# Logan Couture
Logan Couture (* 28. března 1989, Guelph, Ontario) je bývalý kanadský hokejový útočník. Velkou část své aktivní kariéry strávil v klubu San Jose Sharks v severoamerické National Hockey League (NHL).
Ze zdravotních důvodů oznámil v dubnu 2025 konec své sportovní kariéry.

## Reprezentační kariéra
Kanadu reprezentoval na Mistrovství světa v ledním hokeji do 18 let ve Finsku v roce 2007, kde s týmem skončil na 4. pozici a v 6 utkáních si připsal 4 kanadské body za 2 branky a stejný počet asistencí.
Na konci srpna 2016 nahradil v nominaci pro Světový pohár v ledním hokeji 2016 v Torontu vedenou Mikem Babcockem zraněného útočníka Jamieho Benna.

## Rekordy a úspěchy
- Nejvíce vstřelených vítězných branek v nováčkovské sezóně v NHL v celé historii – 7[3]
- Nejvíce vstřelených branek v dresu San Jose Sharks v nováčkovské sezóně – 32[4]
- První hráč San Jose Sharks, který vstřelil 30 branek v jeho prvních dvou sezónách[5]
- 2. v celkovém pořadí vstřelených branek jako nováček v sezóně 2010/11 – 32 (za Michaelem Grabnerem)
- 2. v celkovém pořadí kanadských bodů jako nováček v sezóně 2010/11 – 56 (za Jeffem Skinnerem)
- Vítěz kanadského bodování v play-off v sezóně 2015/16 – 30[6]

### Ocenění
- Jmenován do OHL All-Star Game v letech 2007, 2008* a 2009.
- Jmenován hráčem týdne v OHL dne 16. března 2009.
- Jmenován nováčkem měsíce v NHL – prosinec 2010
- Kapitán All-Star týmu nováčku v NHL – sezóna 2010/11
- Finalista o trofej Calder Memorial Trophy pro nováčka sezóny – 2010/11
- Jmenován do NHL All-Star Game – sezóna 2011/12
- Vítěz Západní koneference – sezóna 2015/16

*nemohl hrát kvůli zranění

## Prvenství
- Debut v NHL – 25. října 2009 (Philadelphia Flyers proti San Jose Sharks)
- První asistence v NHL – 1. listopadu 2009 (Carolina Hurricanes proti San Jose Sharks)
- První gól v NHL – 5. listopadu 2009 (Detroit Red Wings proti San Jose Sharks, kanadskému brankáři Chris Osgood)
- První hattrick v NHL – 29. března 2016 (Vancouver Canucks proti San Jose Sharks)

## Klubová statistika
| Sezóna       | Klub                   | Soutěž       |     | Základní část | Základní část | Základní část | Základní část | Základní část |    | Play off | Play off | Play off | Play off | Play off |
| Sezóna       | Klub                   | Soutěž       | Z   | G             | A             | B             | TM            | Z             | G  | A        | B        | TM       |          |          |
| 2004–05      | London Jr. Knights AAA | AH-15        | 56  | 51            | 56            | 107           | 42            | —             | —  | —        | —        | —        |          |          |
| 2004–05      | St. Thomas Stars       | WOHL         | 48  | 24            | 22            | 46            | 6             | 11            | 4  | 6        | 10       | 2        |          |          |
| 2005–06      | Ottawa 67's            | OHL          | 65  | 25            | 39            | 64            | 52            | 6             | 3  | 4        | 7        | 0        |          |          |
| 2006–07      | Ottawa 67's            | OHL          | 54  | 26            | 52            | 78            | 24            | 5             | 1  | 7        | 8        | 4        |          |          |
| 2007–08      | Ottawa 67's            | OHL          | 51  | 21            | 37            | 58            | 37            | 4             | 2  | 1        | 3        | 0        |          |          |
| 2008–09      | Ottawa 67's            | OHL          | 62  | 39            | 48            | 87            | 46            | 7             | 3  | 7        | 10       | 6        |          |          |
| 2008–09      | Worcester Sharks       | AHL          | 4   | 0             | 0             | 0             | 7             | 12            | 2  | 1        | 3        | 11       |          |          |
| 2009–10      | Worcester Sharks       | AHL          | 42  | 20            | 33            | 53            | 12            | —             | —  | —        | —        | —        |          |          |
| 2009–10      | San Jose Sharks        | NHL          | 25  | 5             | 4             | 9             | 6             | 15            | 4  | 0        | 4        | 4        |          |          |
| 2010–11      | San Jose Sharks        | NHL          | 79  | 32            | 24            | 56            | 41            | 18            | 7  | 7        | 14       | 2        |          |          |
| 2011–12      | San Jose Sharks        | NHL          | 80  | 31            | 34            | 65            | 16            | 5             | 1  | 3        | 4        | 0        |          |          |
| 2012–13      | Ženeva-Servette HC     | NLA          | 22  | 7             | 16            | 23            | 10            | —             | —  | —        | —        | —        |          |          |
| 2012–13      | San Jose Sharks        | NHL          | 48  | 21            | 16            | 37            | 4             | 11            | 5  | 6        | 11       | 0        |          |          |
| 2013–14      | San Jose Sharks        | NHL          | 65  | 23            | 31            | 54            | 20            | 7             | 1  | 2        | 3        | 7        |          |          |
| 2014–15      | San Jose Sharks        | NHL          | 82  | 27            | 40            | 67            | 12            | —             | —  | —        | —        | —        |          |          |
| 2015–16      | San Jose Sharks        | NHL          | 52  | 15            | 21            | 36            | 20            | 24            | 10 | 20       | 30       | 8        |          |          |
| 2016–17      | San Jose Sharks        | NHL          | 73  | 25            | 27            | 52            | 12            | 6             | 2  | 1        | 3        | 0        |          |          |
| 2017–18      | San Jose Sharks        | NHL          | 78  | 34            | 27            | 61            | 18            | 10            | 4  | 8        | 12       | 4        |          |          |
| 2018–19      | San Jose Sharks        | NHL          | 81  | 27            | 43            | 70            | 22            | 20            | 14 | 6        | 20       | 6        |          |          |
| 2019–20      | San Jose Sharks        | NHL          | 52  | 16            | 23            | 39            | 18            | —             | —  | —        | —        | —        |          |          |
| 2020–21      | San Jose Sharks        | NHL          | 53  | 17            | 14            | 31            | 25            | —             | —  | —        | —        | —        |          |          |
| 2021–22      | San Jose Sharks        | NHL          | 77  | 23            | 33            | 56            | 18            | —             | —  | —        | —        | —        |          |          |
| 2022–23      | San Jose Sharks        | NHL          | 82  | 27            | 40            | 67            | 19            | —             | —  | —        | —        | —        |          |          |
| 2023–24      | San Jose Sharks        | NHL          | 6   | 0             | 1             | 1             | 4             | —             | —  | —        | —        | —        |          |          |
| Celkem v NHL | Celkem v NHL           | Celkem v NHL | 933 | 323           | 378           | 701           | 255           | 116           | 48 | 53       | 101      | 31       |          |          |

## Reprezentace
| Rok                       | Tým                       | Soutěž                    | Z  | G | A | B  | TM |
| ------------------------- | ------------------------- | ------------------------- | -- | - | - | -- | -- |
| 2006                      | Kanada Ontario            | WHC-17                    | 5  | 5 | 5 | 10 | 2  |
| 2007                      | Kanada 18                 | MS18                      | 6  | 2 | 2 | 4  | 2  |
| Juniorská kariéra celkově | Juniorská kariéra celkově | Juniorská kariéra celkově | 11 | 7 | 7 | 14 | 4  |